# Aliment de bază

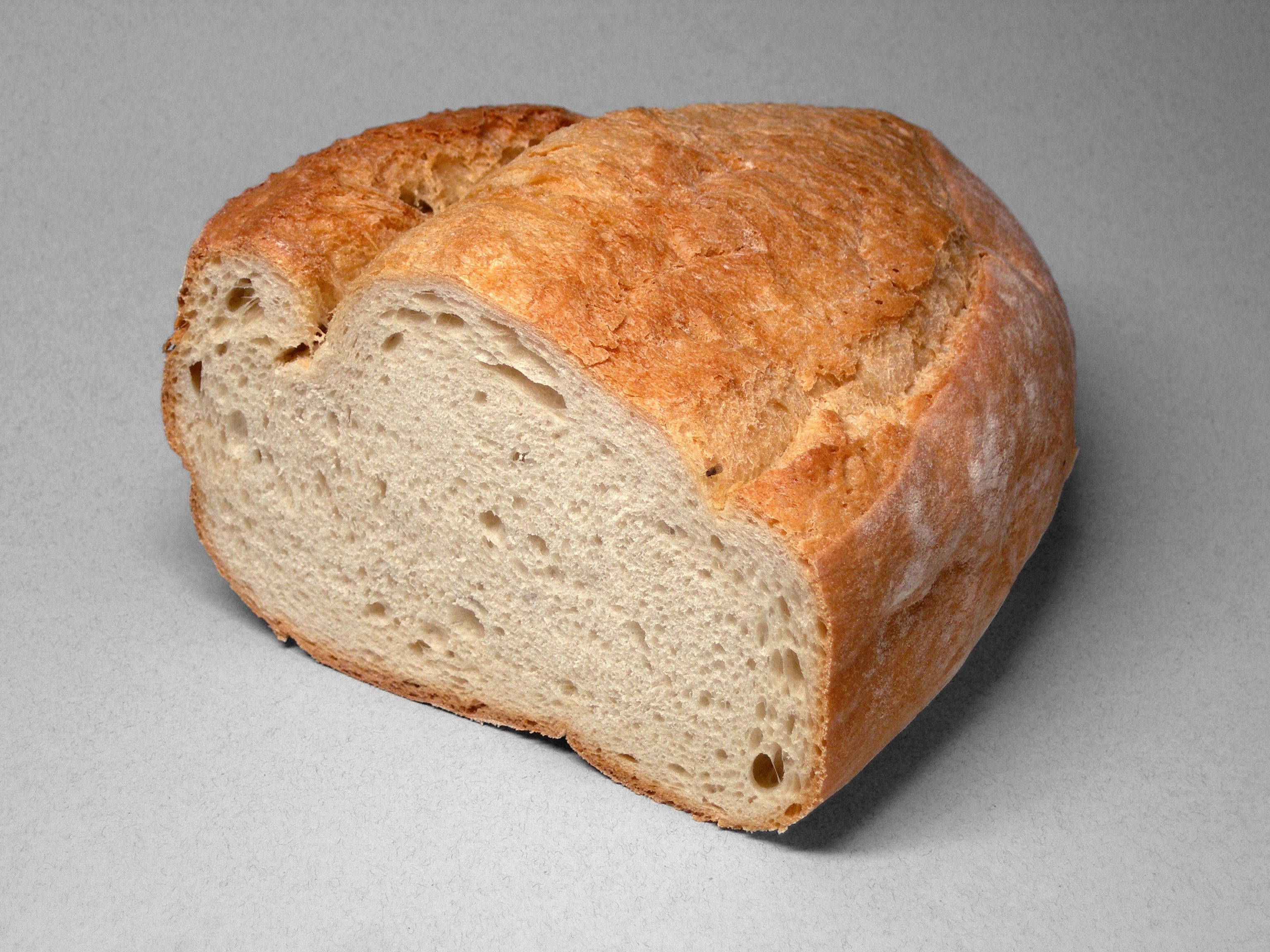
Pâine făcută din făină de grâu.

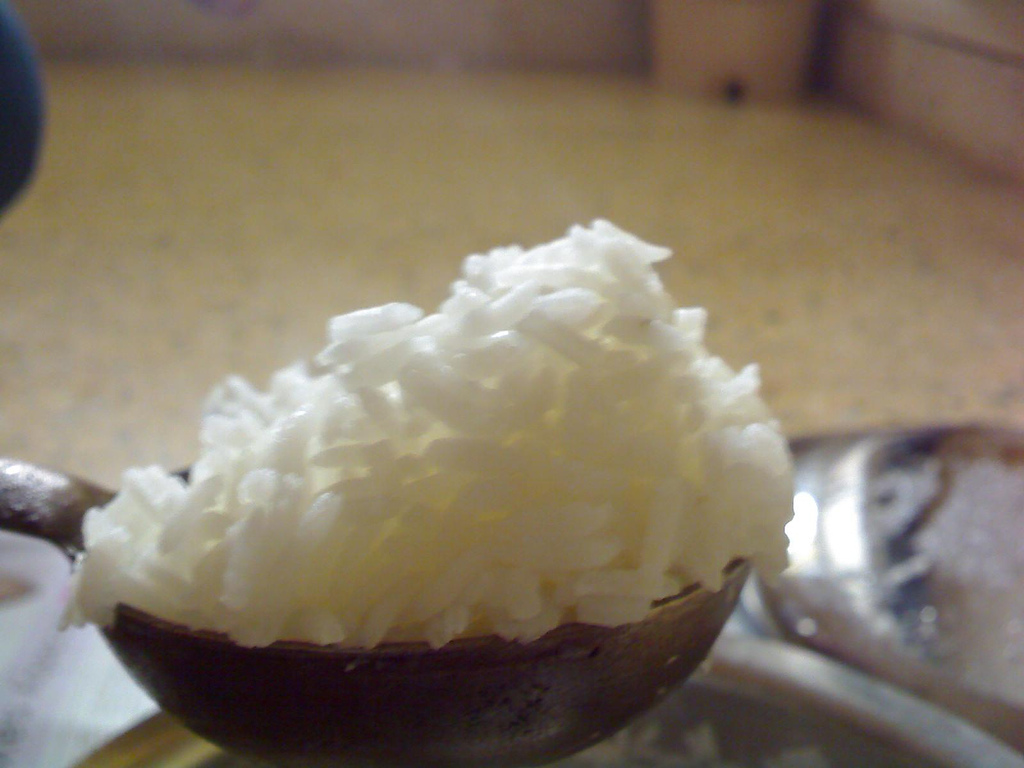
Orez alb fiert.

Un aliment de bază formează baza unei diete tradiționale, și este consumat des în astfel de cantități încât să constituie o parte dominantă a unei diete, asigurând o mare parte din necesarul de energie și formând, în general, o proporție semnificativă din aportul de alți nutrienți. Alimentele de bază variază de la o regiune la alta, dar de obicei sunt alimente ieftine sau ușor disponibile care furnizează unul sau mai mulți dintre macronutrienții și micronutrienții necesari pentru supraviețuire și pentru a avea o bună sănătate: carbohidrați, proteine, grăsimi, minerale și vitamine. Un exemplu poate fi pâinea, care pentru cultura occidentală este un aliment de bază, în timp ce în Asia este orezul și derivatele sale. Ceea ce într-o zonă geografică este considerat un aliment de bază, în alta nu este considerat ca atare.
Alte exemplele tipice includ tuberculi și rădăcini, cereale, leguminoase și semințe, care reprezintă aproximativ 90% din consumul mondial de calorii alimentare. Alimentele de bază dominante în diferite părți ale lumii sunt o funcție de meteorologie, terenul local, constrângerile agricole, gusturile locale și ecosistemele.
Alimentele de bază sunt derivate fie din legume, fie din produse de origine animală, iar alimentele de bază obișnuite includ cerealele (cum ar fi orezul, grâul, [[porumbul, meiul și sorgul), tuberculii cu amidon sau rădăcinoasele (cum ar fi cartofii, manioc, cartofii dulci, ignamele sau taro), carne, pește, ouă, lapte și brânză și leguminoase uscate, cum ar fi linte și fasole. Alte alimente de bază includ sago (derivat din miezul palmierului sago) și fructe precum cele din arborele de pâine și pătlaginile. Alimentele de bază pot include, de asemenea, (în funcție de regiune) ulei de măsline, ulei de cocos și zahăr (de exemplu, din platan).

## Producție
Majoritatea alimentelor de bază sunt produse în prezent folosind practici agricole moderne sau convenționale. Cu toate acestea, producția de alimente de bază folosind metode de agricultură ecologică este în creștere.
|         |               | Producția globală, 2012 | Randamentul mondial mediu, 2010 | Cele mai productive țări din lume, 2012 | Cele mai productive țări din lume, 2012 | Cele mai mari țări producătoare din lume, 2013 | Cele mai mari țări producătoare din lume, 2013 |
| Poziția | Plantă        | (tone metrice)          | (tone la hectar)                | (tone la hectar)                        | Țară                                    | (tone metrice)                                 | Țară                                           |
| ------- | ------------- | ----------------------- | ------------------------------- | --------------------------------------- | --------------------------------------- | ---------------------------------------------- | ---------------------------------------------- |
| 1       | Porumb        | 873 milioane            | 5,1                             | 11.1                                    | Statele Unite                           | 354 milioane                                   | Statele Unite                                  |
| 2       | Orez          | 738 milioane            | 4,3                             | 9,5                                     | Egipt                                   | 204 milioane                                   | China                                          |
| 3       | Grâu          | 671 milioane            | 3,1                             | 8,9                                     | Noua Zeelandă                           | 122 milioane                                   | China                                          |
| 4       | Cartofi       | 365 milioane            | 17,2                            | 45,4                                    | Țările de Jos                           | 96 milioane                                    | China                                          |
| 5       | Manioc        | 269 milioane            | 12,5                            | 34,8                                    | Indonezia                               | 47 milioane                                    | Nigeria                                        |
| 6       | Soia          | 241 milioane            | 2,4                             | 4,4                                     | Egipt                                   | 91 milioane                                    | Statele Unite                                  |
| 7       | Cartofi dulci | 108 milioane            | 13,5                            | 33,3                                    | Senegal                                 | 71 milioane                                    | China                                          |
| 8       | Igname        | 59,5 milioane           | 10,5                            | 28,3                                    | Columbia                                | 36 milioane                                    | Nigeria                                        |
| 9       | Sorg          | 57,0 milioane           | 1,5                             | 4,5                                     | Statele Unite                           | 10 milioane                                    | Statele Unite                                  |
| 10      | Platan        | 37,2 milioane           | 6,3                             | 31,1                                    | El Salvador                             | 9 milioane                                     | Uganda                                         |

## Imagini

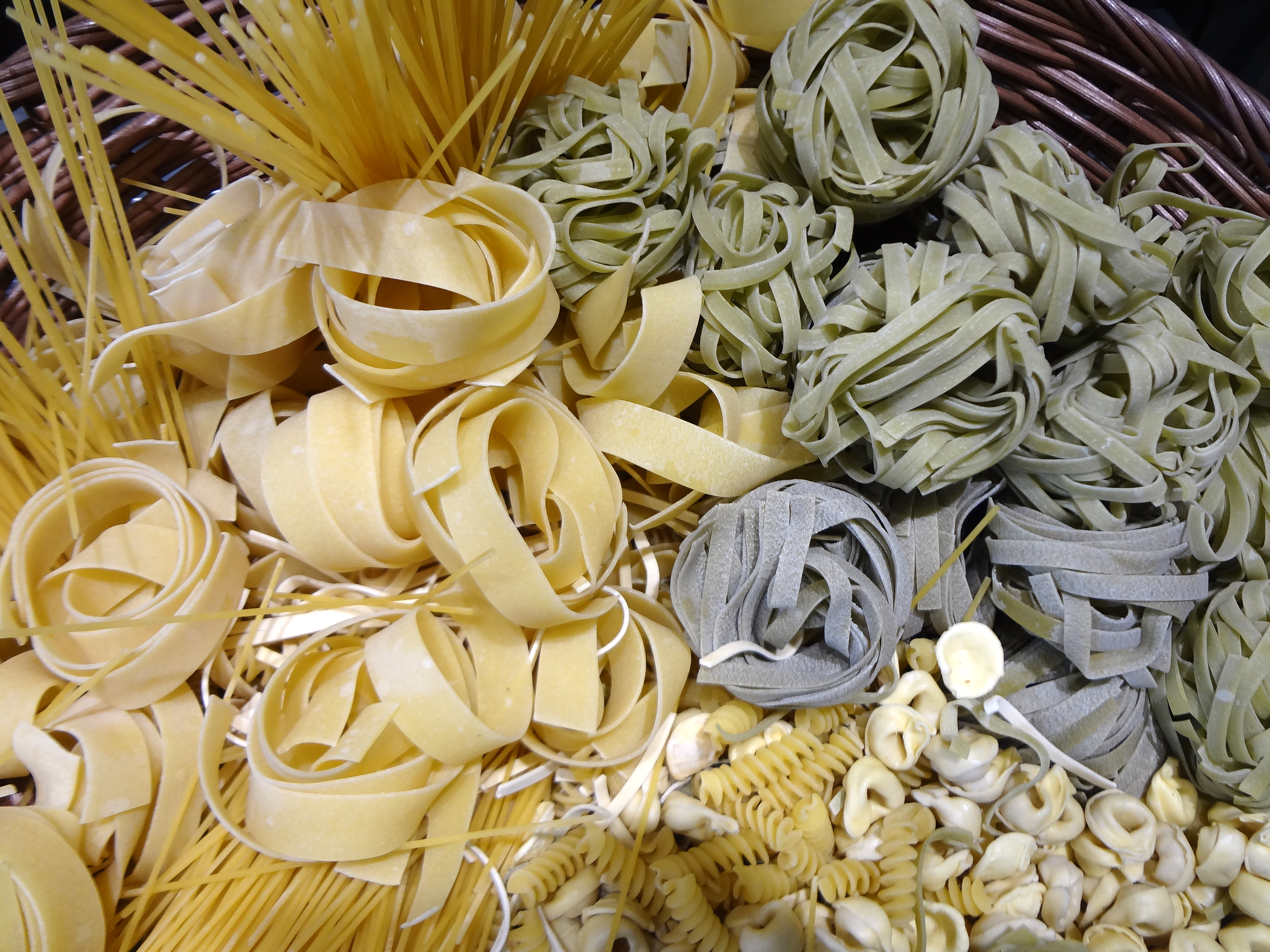
Paste făinoase
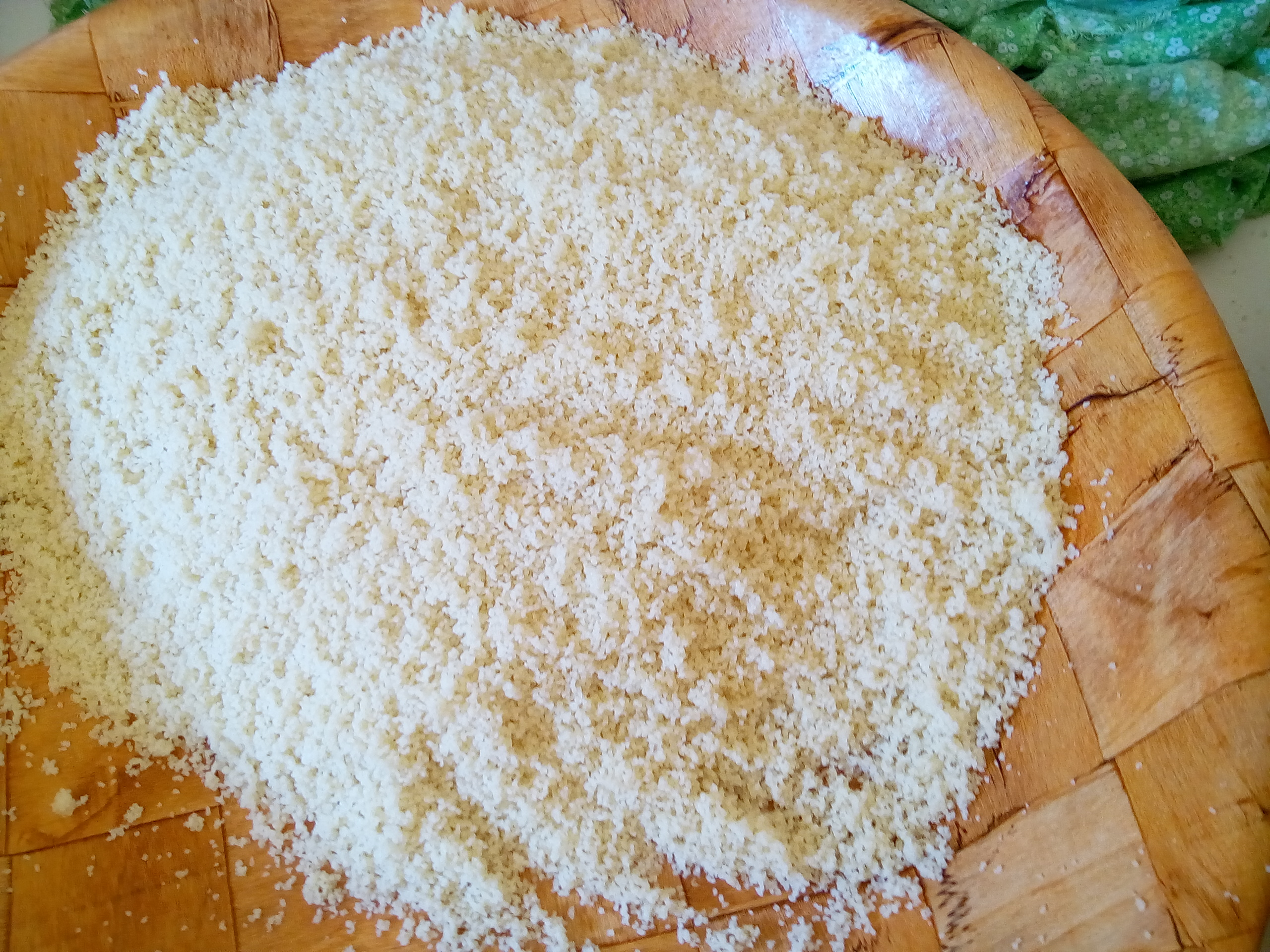
Cuș cuș
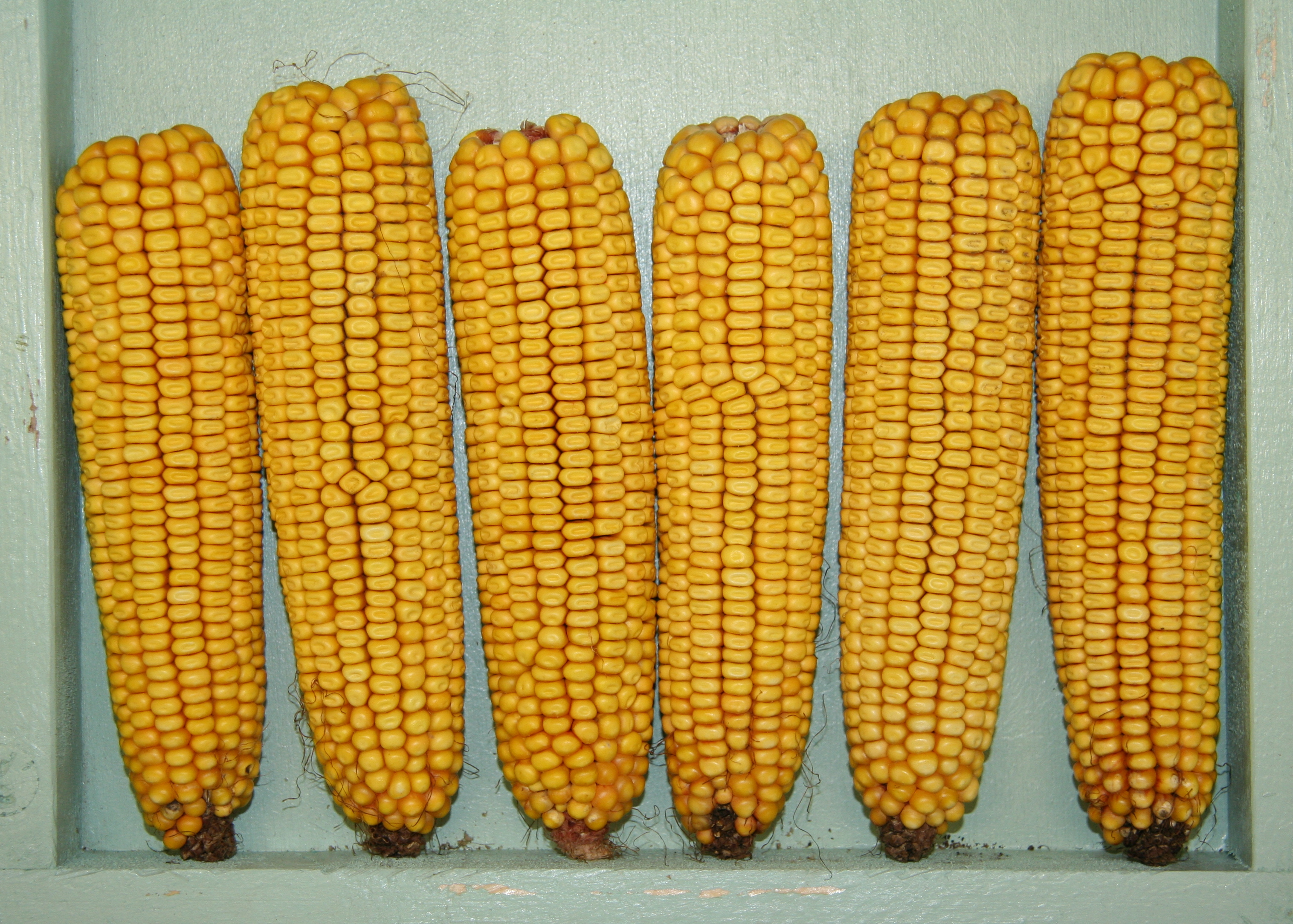
Porumb
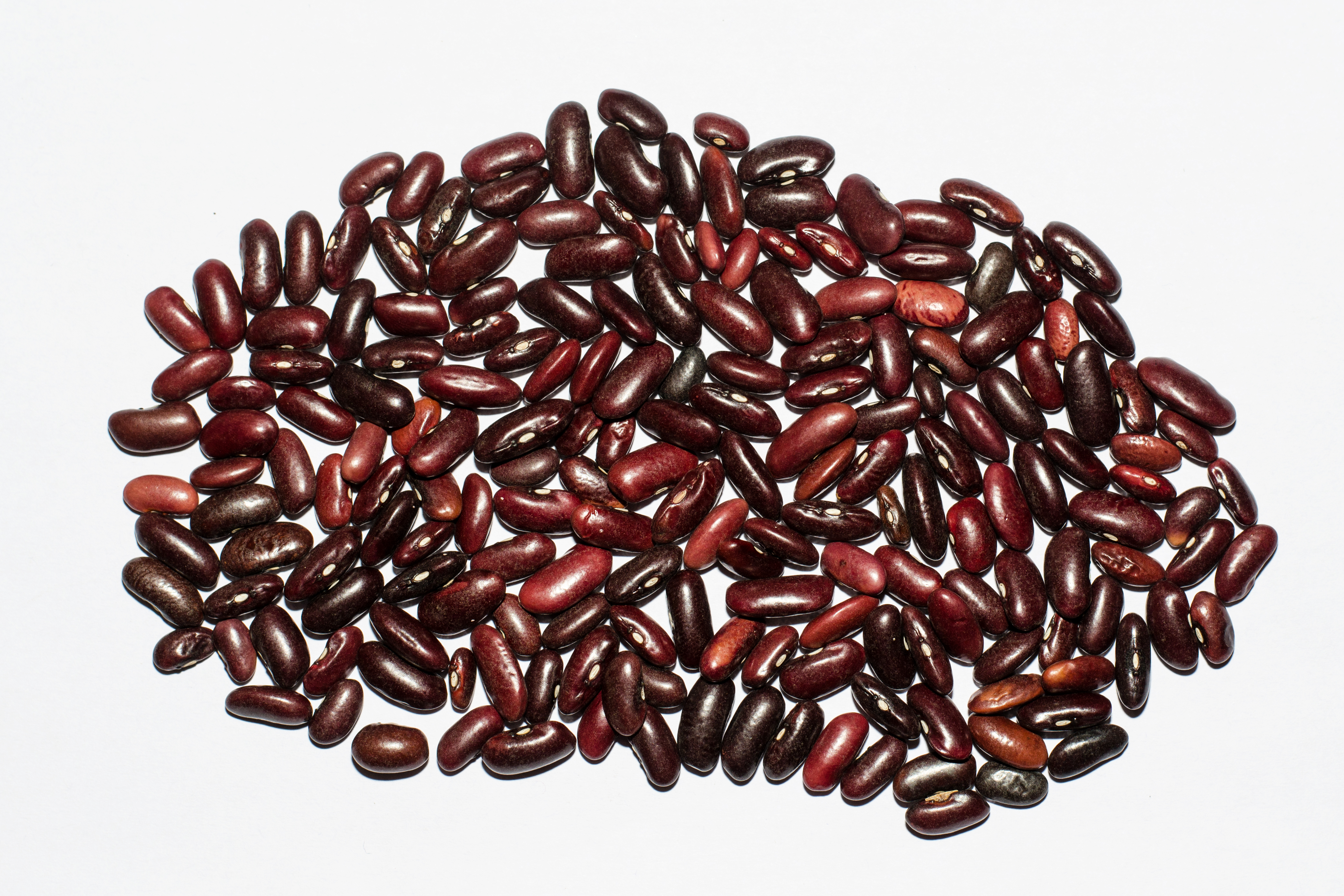
Fasole roșii
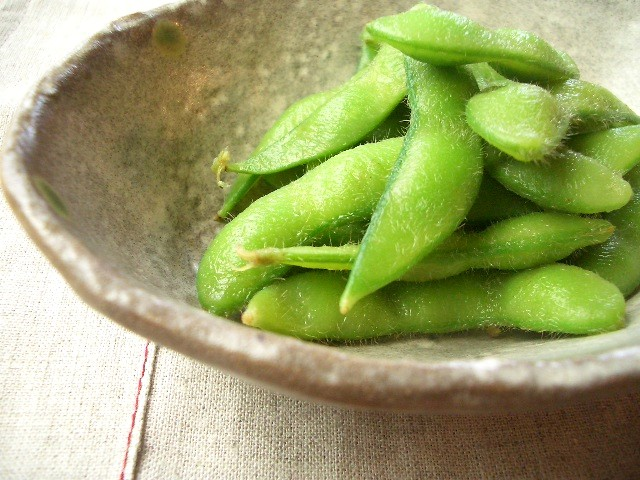
Fasole Edamame
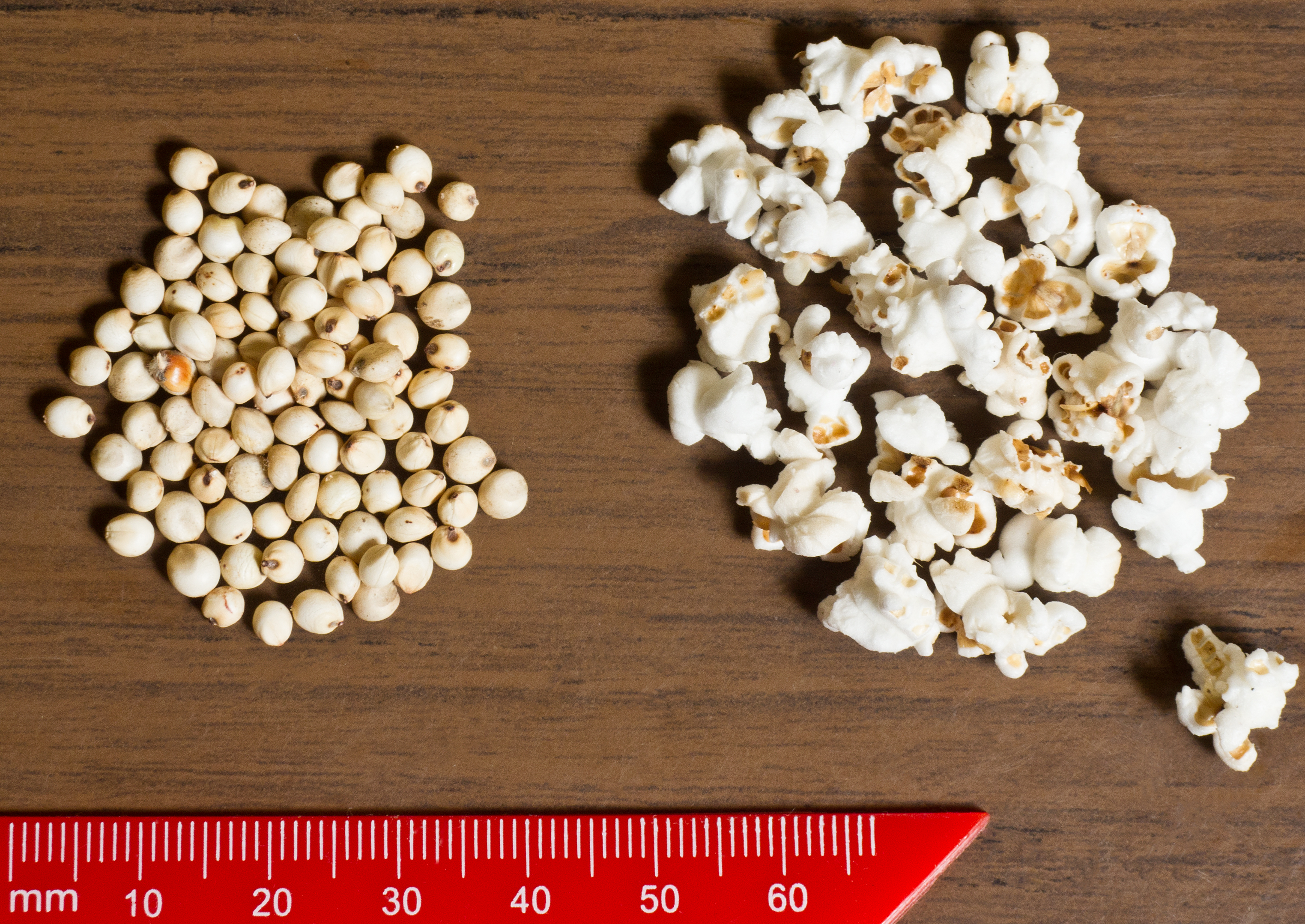
Semințe de sorg
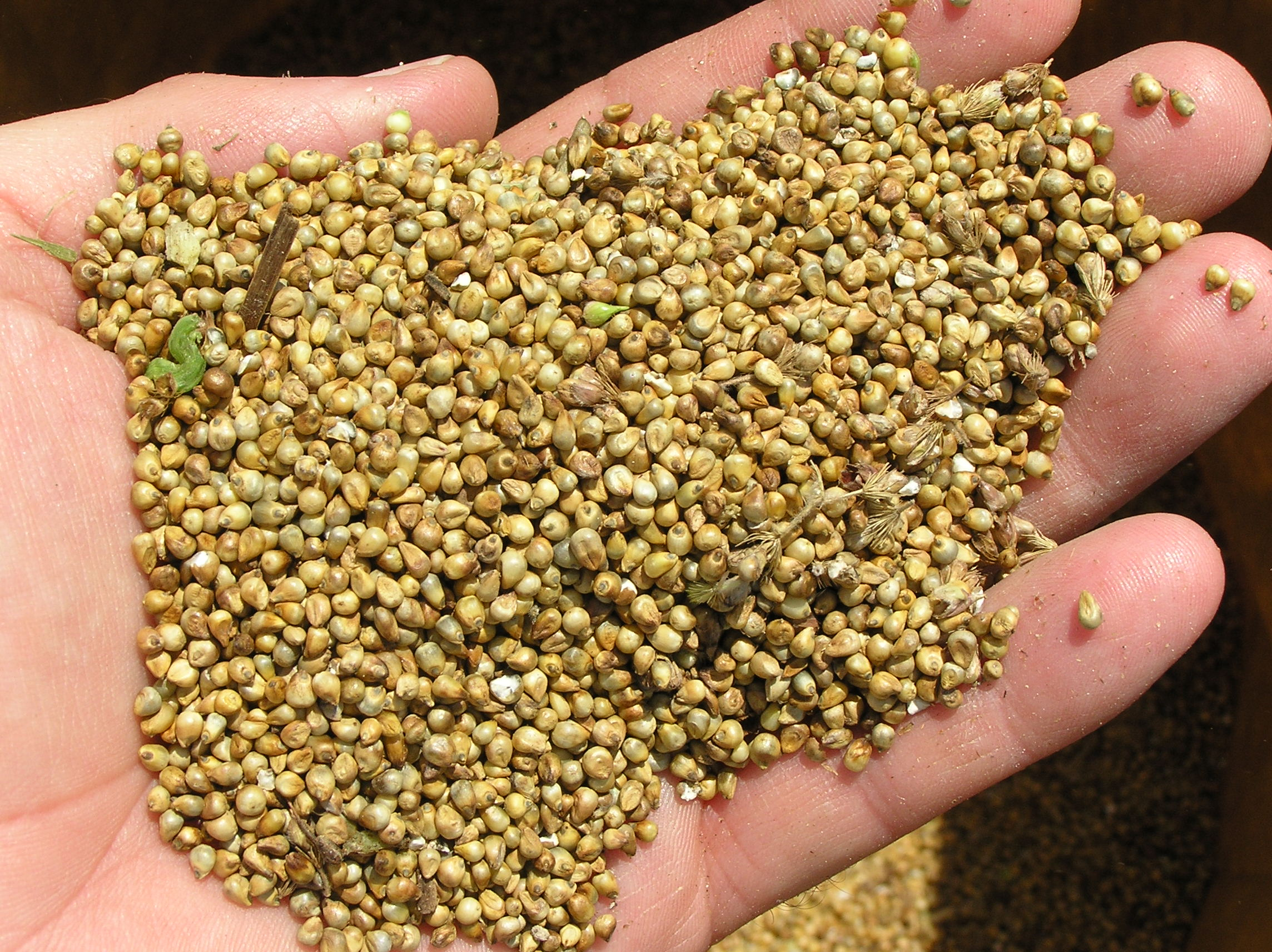
Boabe de mei
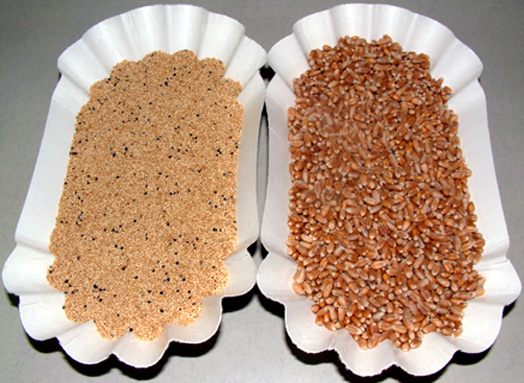
Amarant (stânga) și grâu comun (dreapta)
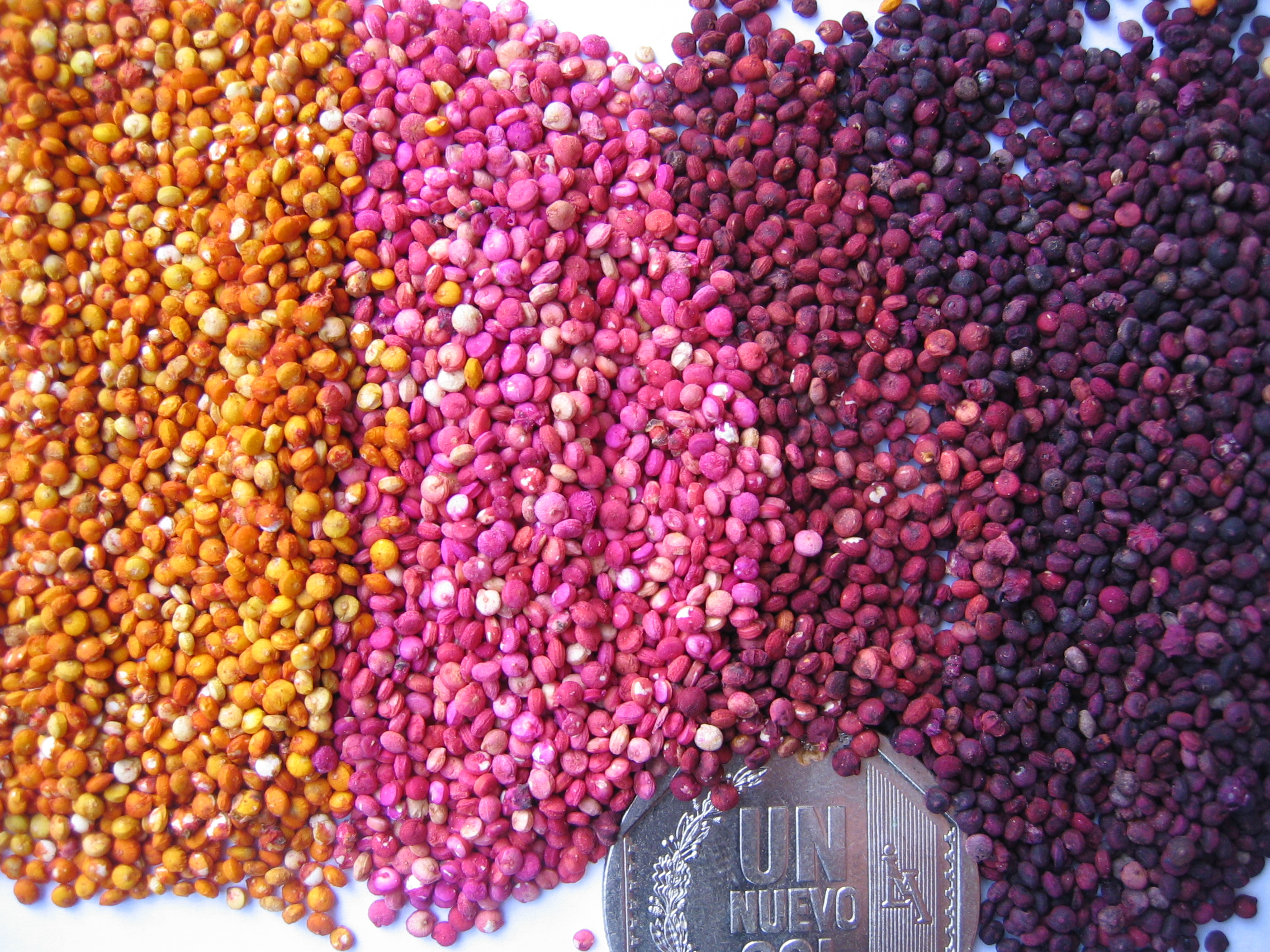
Quinoa de diferite culori
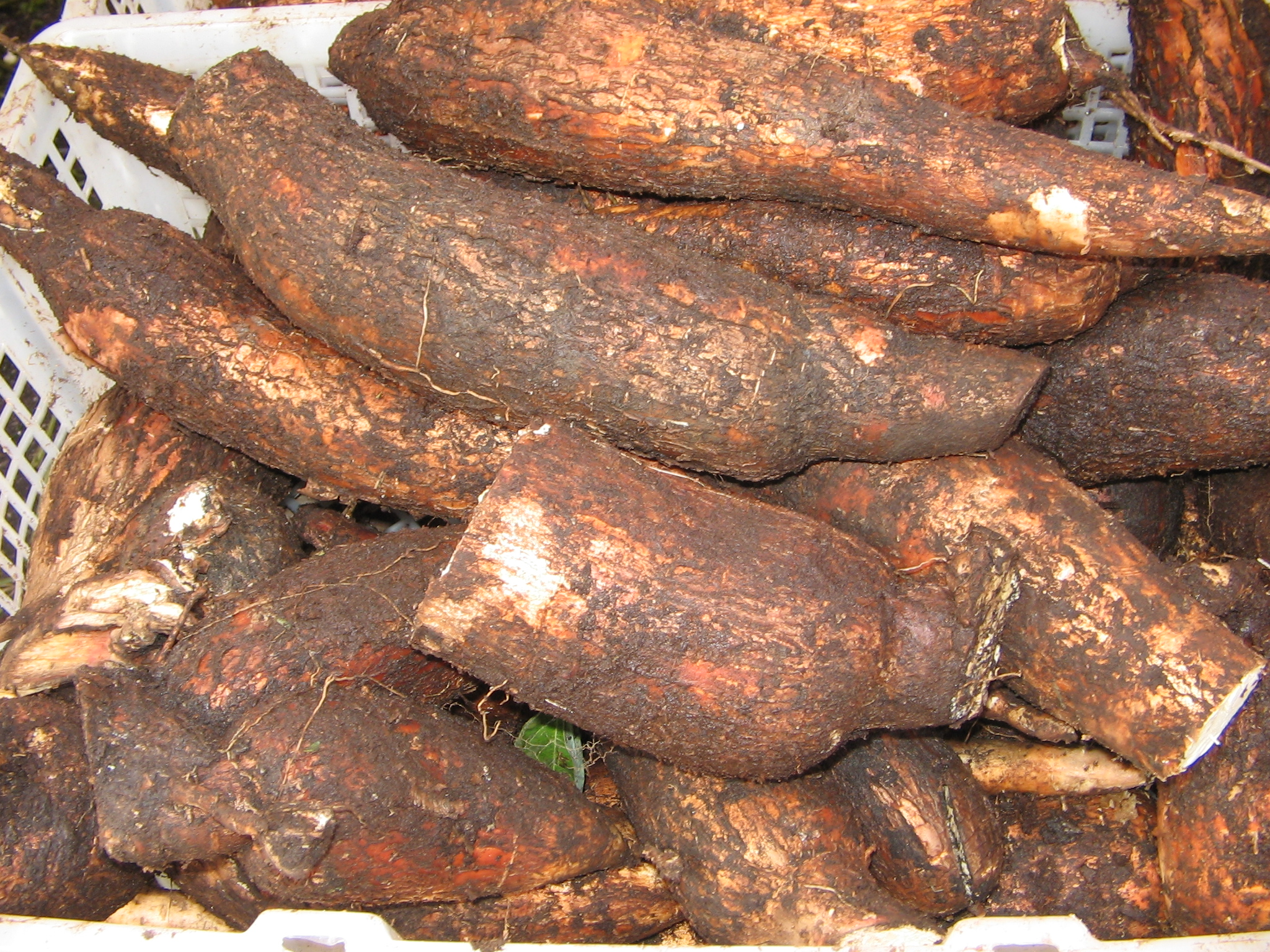
Rădăcini de manioc
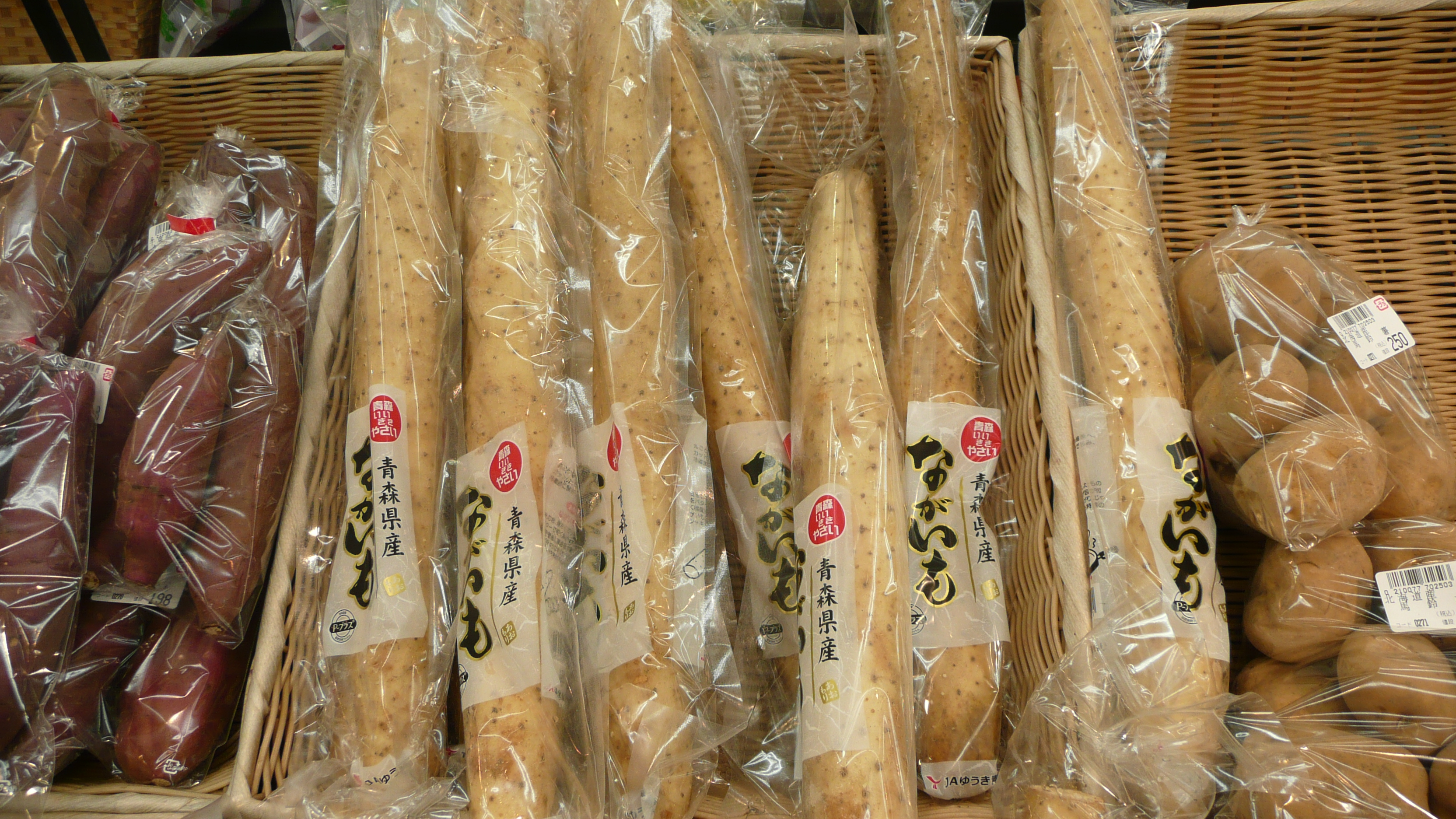
Igname chinezești
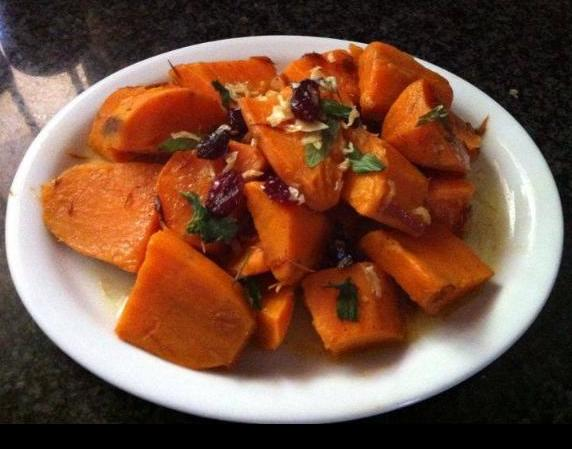
Fel de mâncare cu cartofi dulci
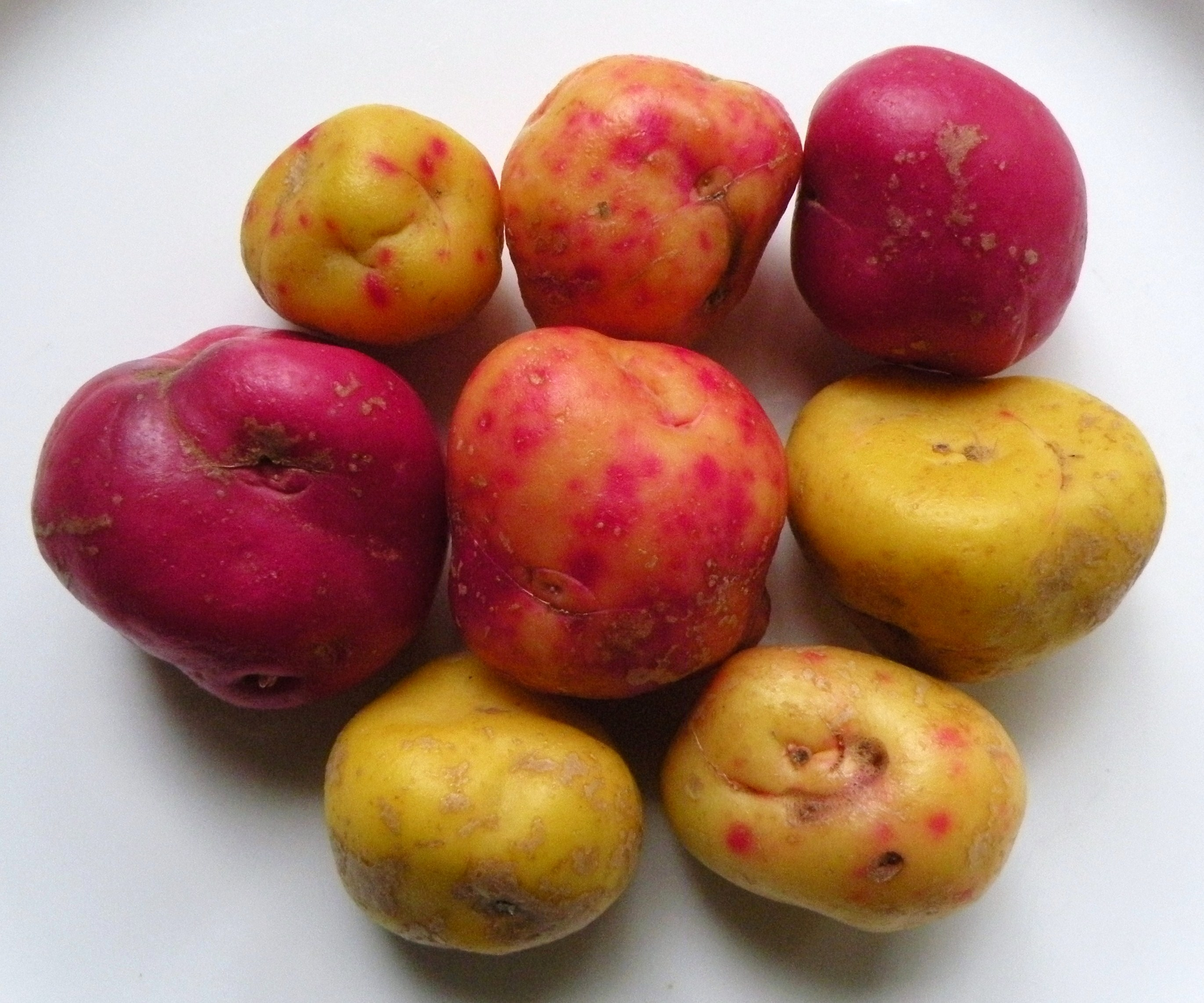
Tuberi de ullucus
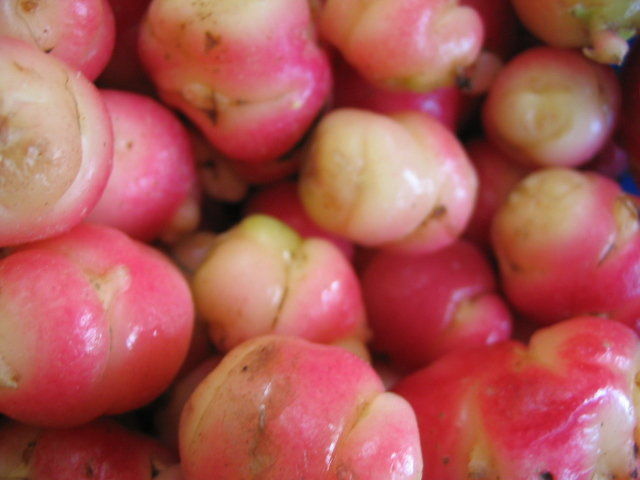
Tuberi de oxalis tuberosa
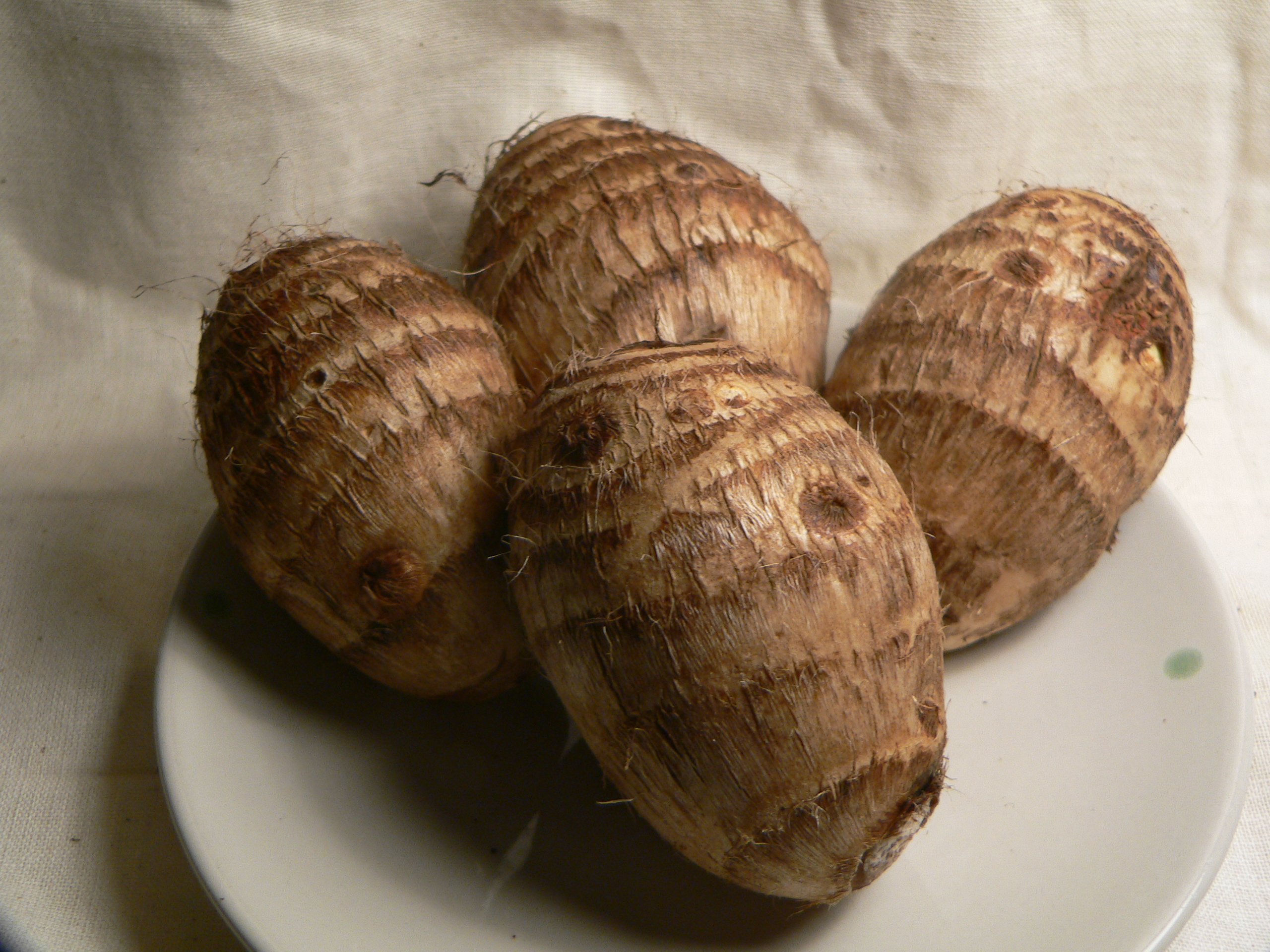
Tuberi de taro
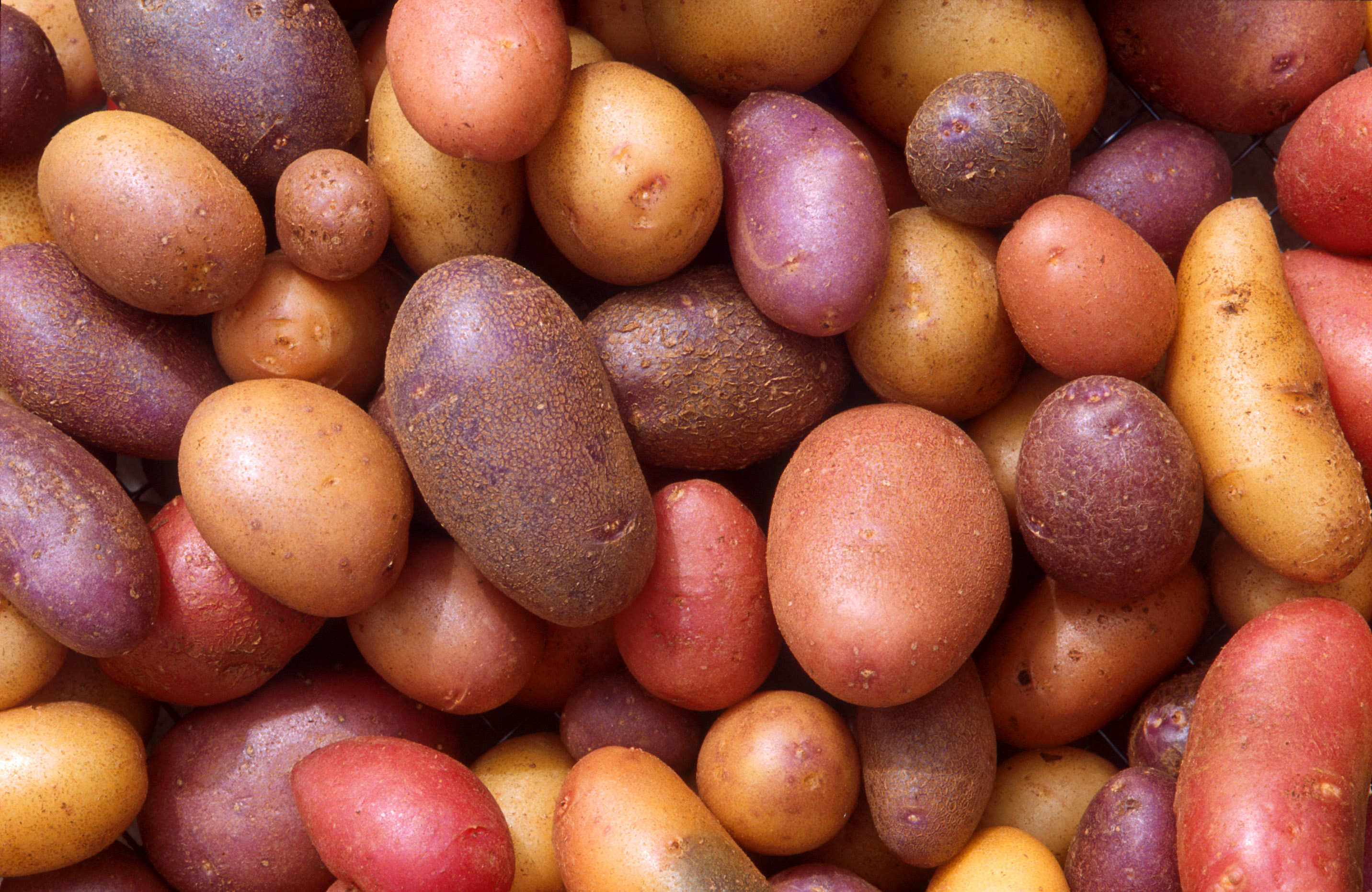
Cartofi
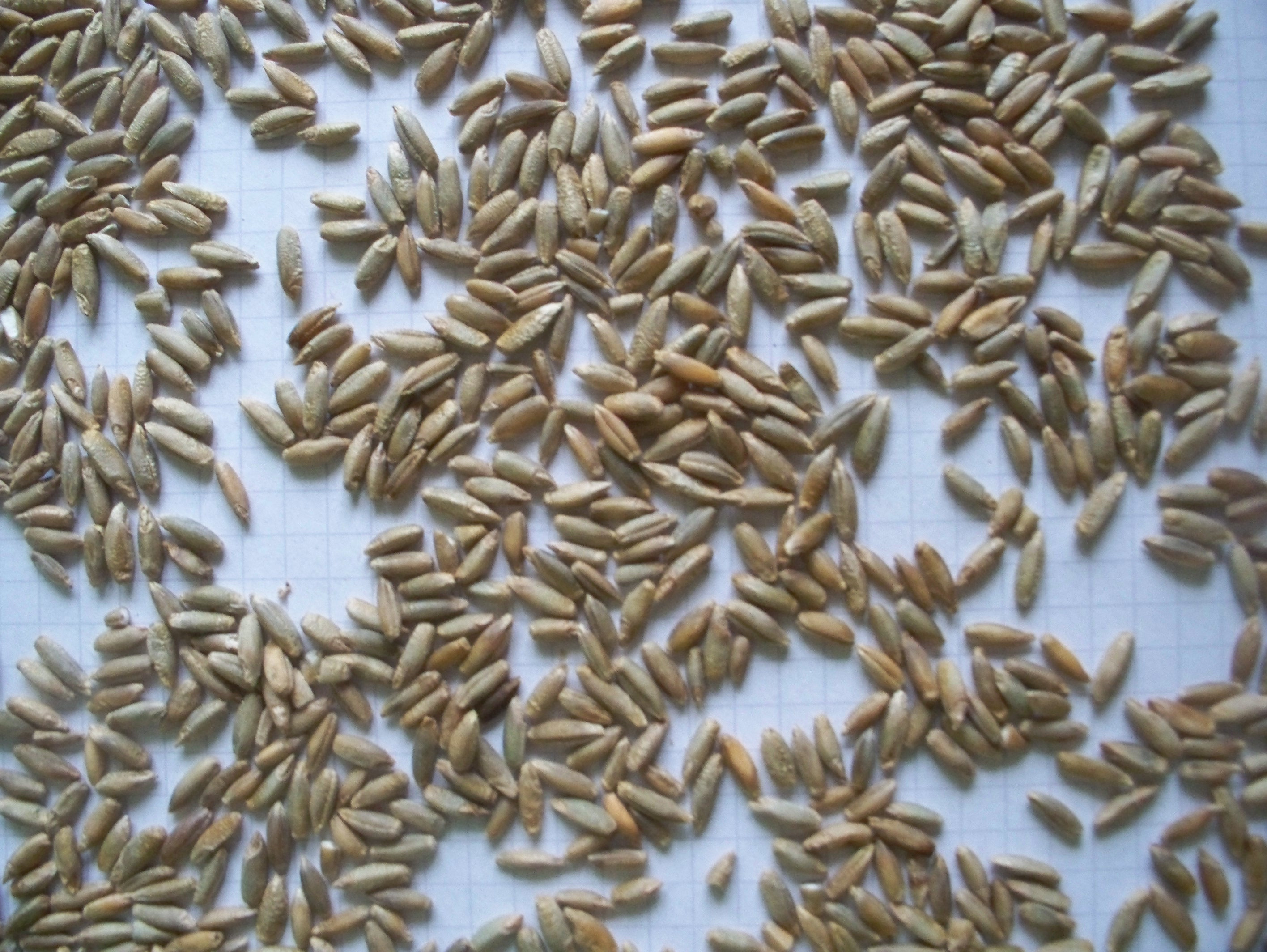
Boabe de secară
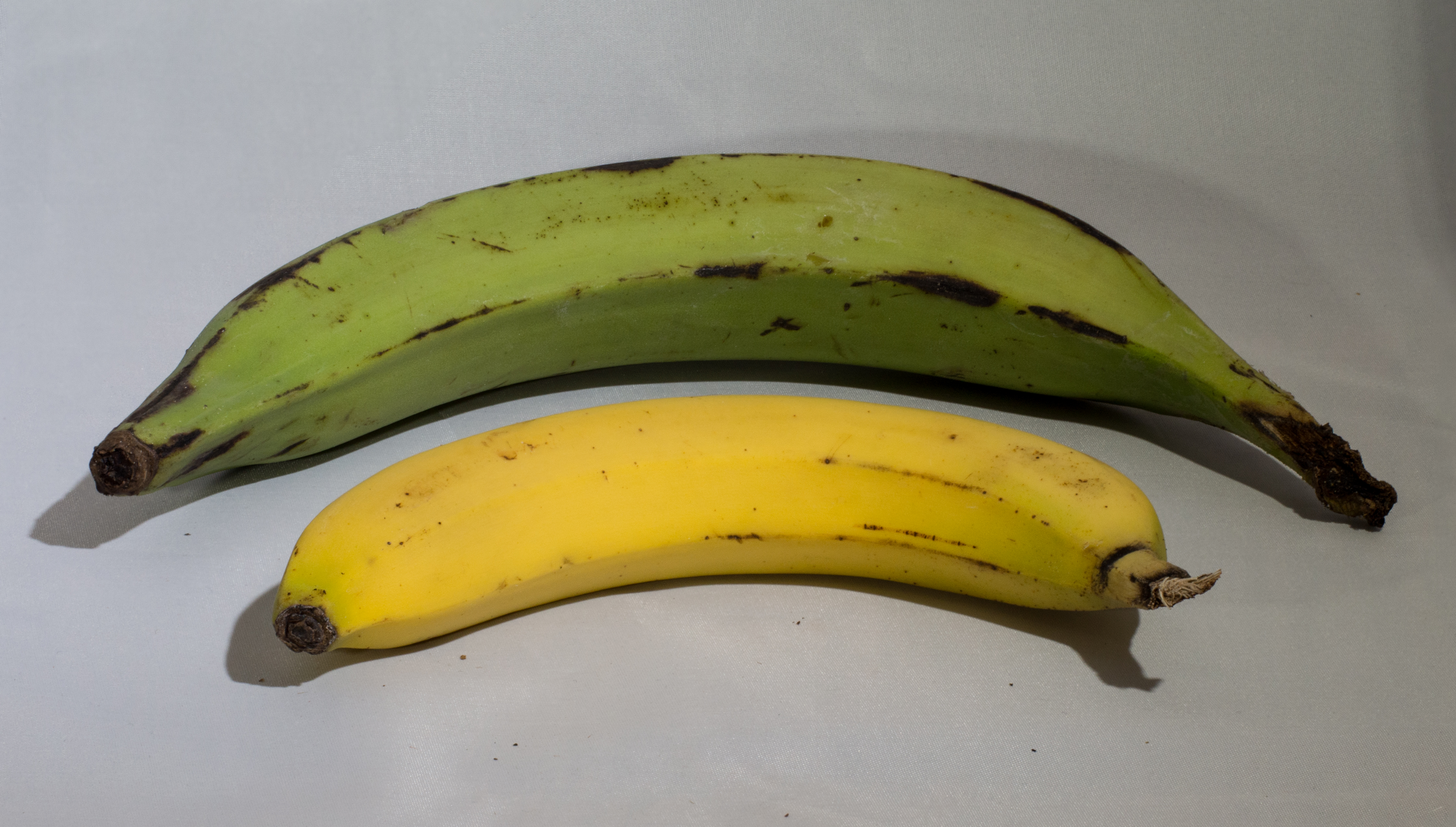
Platan și banană